# Unalia brevipes
Unalia brevipes är en insektsart som först beskrevs av Boris Petrovich Uvarov 1953.  Unalia brevipes ingår i släktet Unalia och familjen gräshoppor. Inga underarter finns listade i Catalogue of Life.